# Brasiliansk Zouk
Brasiliansk Zouk är en pardans som började i Brasilien under tidigt 1990-tal. Brasiliansk Zouk utvecklades från pardansen känd som Lambada. När Lambada musiken gick ur modet vände sig Lambada-dansarna till Zouk (en musikgenre från Karibiska öarna) som favoritmusiken vilket gav upphov till Brasiliansk Zouk.  Med tiden har dansen upptagit andra musikstilar som R'n'B, pop och hiphop.